# Capulhuac de Mirafuentes
Capulhuac de Mirafuentes es una localidad del Estado de México, cabecera del Municipio de Capulhuac. En el censo de 2020 estaba poblado por 21 224 habitantes.

## Historia
Capulhuac fue fundado en 1425 por el pueblo otomí. En 1476 fue conquistado por el Imperio mexica, bajo el mano del tlatoani Axayácatl. En 1827 se estableció el municipio de Capulhuac, con cabecera en la localidad homónima. En 1880 la localidad fue renombrada como «Capulhuac de Mirafuentes».